# Skyr
Skyr (islandsk udtale: [skɪːr]) er et traditionelt islandsk surmælksprodukt med højt indhold af protein og lavt fedtindhold.
Skyr fremstilles ved at lade vallen løbe fra syrnet mælk, på samme måde som kvark og drænet yoghurt, der kendes fra Grækenland, Tyrkiet og Mellemøsten. I det danske produkt ymer er kun en mindre del af vallen løbet fra. Det specielle ved skyr er den særlige mælkesyrekultur, meget lavt fedtindhold (ca. 0,2 %) og højt proteinindhold (11 %).
Da skyr er et surmælksprodukt, smager det surt. Flere producenter fremstiller dog produkter i portionsstørrelser, hvor der ud over skyr er tilsat fx bær, vanilje eller andre smagsstoffer. Under denne proces stiger indholdet af kulhydrat ofte markant, da smagsstofferne kan suppleres med sukker.
Skyr er bl.a. blevet populært pga. det høje indhold af protein, der giver mæthedsfornemmelse og kan være en hjælp, hvis man vil tabe sig eller holde vægten.

## Historisk
I Danmark blev skyr introduceret sidst i 1940'erne, fremstillet på Jyllinge Mejeri, hvor man kunne abonnere på levering. Forsendelsen skete i beholdere af presset pap, behandlet indeni med paraffin for tæthed.
Senere blev produktionen flyttet til det nu nedlagte Mejeriet Vigen i Gundsø, med levering i plastposer. Dette produkt var meget koncentreret og klumpet, og skulle fortyndes med vand eller mælk.[kilde mangler]
Efter at have været ude af markedet en tid blev produktionen genoptaget i 2006 af Thise Mejeri, der laver det på licens fra det islandske Agrice ehf. Det fremstilles også af Arla Foods og Løgismose Mejeri. På grund af den begrænsede mælkeproduktion på Island bliver produktet ikke eksporteret.
Fra 2011-13 nidoblede Coop Danmark sit salg af skyr og kunne i en periode afsætte alt det, de kunne skaffe.